# E-ulmasz (Sippar-Anunitu)
E-ulmasz (sum. é.ul.maš) – ceremonialna nazwa świątyni bogini Anunitu w mieście Sippar-Anunitu (wsp. Tell ed-Der).
Prace budowlane prowadzić przy niej mieli Ammi-saduqa (1646-1626 p.n.e.) oraz Nabonid (556-539 p.n.e.). Ten ostatni w swych inskrypcjach wspomina o wcześniejszych pracach budowlanych prowadzonych przy tej świątyni przez Sabiuma (1844-1831 p.n.e.) i Szagarakti-Szuriasza (1245-1233 p.n.e.).